# Dungeon Siege II
Dungeon Siege II (рус. Осада подземелья II) — компьютерная игра, объединяющая жанры Action/RPG/Hack and slash. Является сюжетным продолжением игры Dungeon Siege. Разработана и выпущена компанией Gas Powered Games 16-го августа 2005 года.
Автором музыки к игре является Джереми Соул, композитор компьютерных игр, написавший саундтрек к первой части.

## Геймплей
Первая часть серии была подвержена критике за чересчур автоматизированный игровой процесс и слабую реиграбельность. В отличие от неё, геймплей Dungeon Siege II более разнообразен и дополнен элементами стратегии. В игру были добавлены появившиеся ранее в Dungeon Siege: Legends of Aranna телепорты между городами и наборы снаряжения: при экипировке персонажа в полный набор снаряжения одного типа характеристики персонажа значительно улучшаются по сравнению с экипировкой в снаряжение разного типа.

### Команды и питомцы
Командная игровая система осталась от предыдущей части. В начале игры игрок выбирает главного персонажа, к которому позже может присоединить других персонажей или питомцев. Максимальное число персонажей может быть четырьмя, пятью или шестью в зависимости от уровня сложности. В любой момент игрок может «уволить» любого игрового персонажа, за исключением главного. Если в первой игре в качестве питомца можно было взять лишь осла для ношения трофеев, то теперь питомец может быть боевым существом, имеющим собственные навыки и магические способности.

### Ранги
Игроку доступны три уровня сложности: «наёмник», «ветеран» и «элита». Новый персонаж может начать игру только на уровне «наёмник», а после полного прохождения игры начать второе прохождение «ветераном», а третье — с «элитой». Каждое последующее прохождение начинает сюжет заново, но вся игровая группа и снаряжение остается при игроках; уровень врагов увеличивается; рост уровня игрока замедляется; с врагов будут выпадать более крутые артефакты (наборы доспехов и оружия(желтые); уникальные предметы (фиолетовые)). Как и в предыдущей части игры, опыт распространяется на всех членов отряда и от численности группы зависит скорость развития.

### Автоматизация боя
При разработке игры было уменьшено превосходство схваток в автоматическом режиме и теперь от игрока требуется нажимать правую кнопку  мыши для каждого нанесения удара или чтения заклинания. Для игроков, которым понравилась боевая система предыдущей части, была дана возможность выбирать врага и удерживать правую кнопку мыши до тех пор, пока враг не будет убит (это делает боевую систему схожей с системой боя в Diablo II). Была оставлена опция, при которой персонаж защищал себя, или продолжал сражаться самостоятельно.

### Специальности и умения
В Dungeon Siege игроки разделялись лишь на четыре специальности (классы): воин ближнего боя, воин дальнего боя, маг природы и боевой маг. Развитие по каждой специальности происходило от того, каким оружием и заклинаниями чаще пользуется игрок. В Dungeon Siege II все специальности имеют ряд навыков, упорядоченных в древовидную структуру, и определяющих конкретные возможности персонажей. Например, воины ближнего боя могут «прокачивать» навык владения щитом для более сильной защиты себя и группы, навык владения двуручным оружием  для нанесения большего урона врагу,или оружием в каждой руке для сильных Area Effect ударов . Как и в первой игре, один персонаж может обучиться сразу нескольким специальностям, но одна хорошо «прокачанная» специальность гораздо полезнее, чем несколько «недокаченных».

### Дары
Нововведение второй части — дары. Это сверхспособности, которые используются в тех случаях, когда обычная атака малоэффективна. Дары заряжаются во время схваток и единожды расходуются по желанию игрока. Дарами могут быть: сокрушающий удар, огненный дождь, невидимость, исцеление всей команды и многие другие. Приобрести дар можно тогда, когда соответствующее ему умение выучено до надлежащего уровня. Каждый дар имеет 3 уровня мощности и как правило на получение дара первого уровня требуется одно умение определенного уровня, в то же время для дара третьего уровня требуется до трех хорошо развитых умений. Система даров была расширена и специализирована в игре Dungeon Siege III.

### Магия
Как и в первой игре, магическая система разделяется на «магию природы» и «боевую магию». Задача мага природы — накладывать лечащие и защитные заклинания, призывать магических существ, а также использовать магию холода. Задача боевого мага, соответственно, наносить серьезный урон врагу магией огня, молний, смерти, проклятия и тоже призывать магических существ. Каждый из магов может накладывать ауры улучшения («баффы») и ухудшения («дебаффы») на себя, свою команду или врагов.

### Смерть
Как и во многих играх подобного жанра, классический игровой «Game over» отсутствует. Как только у персонажа закончится жизненно необходимый уровень здоровья, персонаж теряет сознание и не способен двигаться или совершать какие-либо действия. Выйти из комы можно лишь подождав некоторое время, пока уровень здоровья не увеличится, либо с помощью исцеляющей магии другого персонажа. Если враг нанесёт значительный урон живому персонажу, либо продолжит атаковать персонажа без сознания, персонаж может погибнуть. В этом случае он может быть воскрешён с помощью магии воскрешения другим персонажем, либо кем-либо в городе. Если персонаж всего один, то он после получения серьёзного ранения не теряет сознание, а сразу умирает и переносится в город.
В случае гибели всей команды имеется возможность воскресить её и одновременно телепортировать в ближайший город. В этом случае вся экипировка и трофеи команды исчезнут и часть из них останется лежать на месте гибели, есть два способа вернуть вещи: искать вещи на месте гибели, либо в ближайшем городе найти воскресителя и заплатить определённую сумму для возвращения вещей.

## Сюжет
Согласно вступительному видеоролику, во времена «Первой эпохи» встретились в сражении двое самых могущественных существ мира: представитель добра Азуна́й и представитель зла Зарамо́т. Каждый из них владел мощнейшим магическим артефактом: Азунай — щитом, а Зарамот — мечом, обладающих равной мощью. Встретившись вместе, меч расколол щит, что привело к всемирному катаклизму. Позже народы назвали события, предшествующие этому сражению, «Первой эпохой», а события, последующие ей, — «Второй эпохой».
Главный герой, управляемый игроком, и его друг Дре́вин, выступают в качестве наёмников армии Во́лдиса, могучего военачальника, вставшего на сторону расы Тёмных магов и владеющего тем самым мечом Зарамота. Главному герою и Древину приказано захватить храм дриад. Однако, после успешного наступления Волдис уничтожает своих наёмников. Древин погибает, а Главный герой лишь теряет сознание.
Герой приходит в себя заключённым в Эйрула́не, городе дриад. Вместо того, чтобы судебно казнить Героя, дриады дают ему шанс заработать себе свободу, если тот поможет им в войне против Волдиса. После выполнения ряда заданий Герой обретает свободу, но обнаруживает себя заражённым чумой, таинственной болезнью, созданной Тёмными магами, которая доводит заражённых до полного безумия. Вылечившись водой из источника Святыни эльфов, Герой отправляется в свой родной город Аман-Лу́.
По дороге домой Герой спасает таинственного старика от обезумевших чумой дриад. Старик рассказывает о событиях Великого катаклизма, случившегося после того, как встретились щит Азуная и меч Зарамота, которым теперь владеет Волдис. Раскол щита вызвал катаклизм, завершивший Первую эпоху. Волдис надеется вызвать подобную катастрофу снова, пытаясь найти по всему миру четыре части расколотого щита. Старик объясняет, что чума — результат действия кристаллов, созданных во времена Великого катаклизма, способных управлять душами армии Зарамота и вселять их в живые существа.
По возвращении домой Герой начинает собирать осколки щита Азуная, чтобы впоследствии использовать его против Волдиса. После успешного нахождения всех частей Герой несёт их к агалланским гигантам, чтобы они снова выковали щит. После выковки они помещают в центр щита волшебный медальон, данный Герою Древином перед смертью, что придаёт щиту гораздо большую прочность, чем в Первую эпоху.
Вооружившись щитом Азуная, Герой отправляется в крепость Волдиса, известную как Пик Зарамота. Щит успешно защищает его от сил Тёмных магов, однако битва с Волдисом оказывается застопоренной, так как появляется старик, спасённый игроком и раскрывает своё истинное лицо: он является главным из Тёмных магов. Старик отбирает щит у Героя и отдаёт его Волдису. Волдис ударяет меч Зарамота о щит, однако, в этот раз раскалывается меч, а не щит. Волдис лишается своего главного оружия, вступает в схватку с Героем и погибает.

## Дополнение
Gas Powered Games разработал единственное дополнение Broken World, изданное в августе 2006 года компанией 2K Games. Дополнение является продолжением второй части и требует не только чтобы она была установлена, но и пройдена. В качестве героя можно выбрать либо «старого», либо создать заново, включая новую расу Гномов, при этом персонаж уже будет 39 уровня.

## Отзывы
| Сводный рейтинг | Сводный рейтинг |
| Агрегатор       | Оценка          |
| --------------- | --------------- |
| GameRankings    | 80,84 %         |